# Prequelle
Prequelle é o quarto álbum de estúdio da banda sueca de rock Ghost, lançado em 1 de junho de 2018.
O primeiro single do álbum, "Rats", foi lançado antes do álbum em 13 de abril e, em 28 de julho, alcançou a posição número um por sete semanas na parada de canções de rock mainstream da Billboard. O segundo single, "Dance Macabre", mais tarde também liderou as mesmas paradas por duas semanas. O álbum marcou a estreia mais vendida da banda até o momento, chegando ao número 3 na Billboard 200, vendendo 66.000 cópias em sua primeira semana, sendo 61.000 delas vendas de álbuns "tradicionais". Os temas do álbum incluem os tempos medievais e a Peste Negra, juntamente com assuntos mais modernos.

## Produção e marketing
Prequelle é o quarto álbum do Ghost, e o primeiro a ser gravado desde que o vocalista e líder foi oficialmente confirmado como sendo Tobias Forge. Produzido por Tom Dalgety, as sessões de gravação foram realizadas em 2017 no Artery Studios em Estocolmo, com a mixagem feita no Westlake Studios em Hollywood, em janeiro de 2018, pelo renomado engenheiro de som Andy Wallace.
Em 31 de março de 2018, um vídeo intitulado "Ghost - Chapter One: New Blood" foi lançado pela banda em seu canal no YouTube para promover o novo álbum, e para anunciar o novo personagem vocalista interpretado por Tobias Forge, Cardinal Copia – que não é um novo Papa, conforme a tradição da banda. Segundo Tobias, Copia pode vir a ser tornar Papa se ele conseguir "provar a si mesmo".
Poucos meses antes do lançamento oficial de Prequelle foram lançados dois singles: "Rats" em 13 de abril, e "Dance Macabre" em 18 de maio, como ações de marketing preparatórias para o lançamento do álbum.

## Faixas
| N.º            | Título                           | Duração |  |
| 1.             | "Ashes"                          | 1:21    |  |
| 2.             | "Rats"                           | 4:21    |  |
| 3.             | "Faith"                          | 4:29    |  |
| 4.             | "See the Light"                  | 4:05    |  |
| 5.             | "Miasma" (instrumental)          | 5:17    |  |
| 6.             | "Dance Macabre"                  | 3:39    |  |
| 7.             | "Pro Memoria"                    | 5:39    |  |
| 8.             | "Witch Image"                    | 3:30    |  |
| 9.             | "Helvetesfönster" (instrumental) | 5:55    |  |
| 10.            | "Life Eternal"                   | 3:27    |  |
| Duração total: | Duração total:                   | 41:43   |  |

| Vinil de 7" e CD Deluxe |                                       |         |  |
| N.º                     | Título                                | Duração |  |
| 11.                     | "It's a Sin" (Cover de Pet Shop Boys) | 4:40    |  |
| 12.                     | "Avalanche" (Cover de Leonard Cohen)  | 3:46    |  |
| Duração total:          | Duração total:                        | 49:09   |  |

## Créditos
Créditos adaptados do livreto do álbum.
| Ghost - Cardinal Copia – voz - Papa Nihil – saxofone Ghouls sem nome: - – guitarra solo - – baixo - – guitarra base - – teclados - – bateria | Músicos adicionais - Mikael Åkerfeldt – violão (9) - Christopher May – voz de coral (7) - Deryn Edwards – voz de coral (10) - Vincent Pontare – voz de coral (10) - Salem Al Fakir – piano, teclado - Ludvig Kennberg – bateria - Gavin Fitzjohn – saxofone (5) - Steve Moore – sintetizador (5) - Minou Forge – voz adicional (1) | Técnicos - Tom Dalgety – produção - Andy Wallace – mixagem - Cliff Norrell – engenheiro de som - Zbigniew M. Bielak – arte - Mikael Eriksson – fotografia e design |